# ベーコンサンドイッチ
ベーコンサンドイッチ（英語: Bacon sandwich）は、パンの間に焼いたベーコンを挟んだサンドイッチ。イギリスおよびニュージーランドの一部ではベーコンバティー、ベーコンバップ、またはベーコンサルニー、アイルランドではラッシャーサンドイッチ、オーストラリアではベーコンサンガーと呼ばれることもある。通常、バターと、ケチャップまたはブラウンソースで味付けされ、一般的には温かい状態で提供される。片側だけでトーストされたパンで作られることもあれば、ハンバーガーに使用されるパティで作られることもある。
ベーコンサンドイッチはイギリス全土でよく食されている。英国の文化におけるその卓越性は、世論調査で英国の人々が愛する料理の1位となったほどである。これはしばしばカフェで提供され、二日酔いを治療するとして小話的に推奨されている。
BLTサンドイッチは、これにレタスとトマトが追加された人気のあるバリエーションである。